# Eilema formosa
Eilema formosa là một loài bướm đêm thuộc phân họ Arctiinae, họ Erebidae.